# Gymkata
Gymkata - O Jogo da Morte é um filme rodado em 1985 na antiga Iugoslávia e nas Filipinas. Estrelado pelo ginasta estadunidense Kurt Thomas, o filme conta a história de Jonathan Cabot, um ginasta olímpico que combina suas habilidades ginásticas com o ninjutsu, para proteger um destacamento militar num país do leste europeu, próximo ao Mar Cáspio. As armas de Jonathan são suas habilidades.